# 陰謀

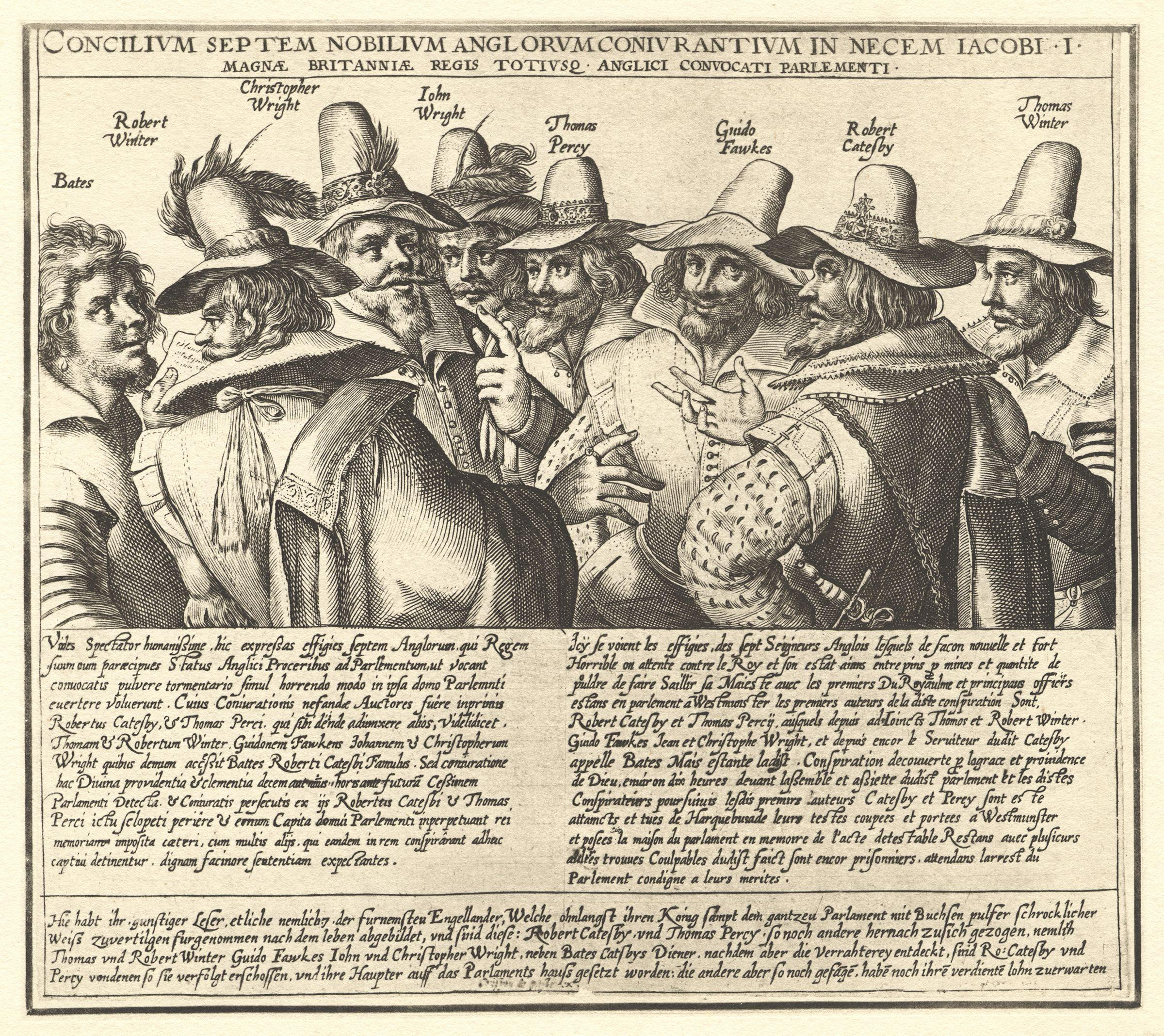
畫有火药阴谋策劃者的插圖，他們在1605年密謀炸毀英國國會大廈

阴谋，又稱密谋，是指一群人（称为阴谋者或共谋者）為不法或有害目的，而秘密达成的计划或协定。阴谋者亦會把協定對外人或受影響者保密。在政治上，阴谋是指一群人为了篡夺、改变、推翻既定政治权力而联合起来。陰謀在部分情況下會被視為犯罪或民事過錯行為。阴谋一詞通常在暗示共謀者所從事的是錯誤或非法行為，因為人們不需要秘密從事道德或合法行為，且他們在從事時沒有人會站出來反對。
一些秘密從事的活動並不會當作陰謀。比方說，美國中央情报局和英國秘密情報局等情报机构必然會制定秘密計劃，监视自國所認定的潛在敵人，但这种活动只要是符合其官方職能，那麽就一般不會當作陰謀。此外，雖然運動隊經常會舉辦閉門會議，一起相討比賽策略和取勝戰術，但這種活動不會被當成陰謀，反會視作比賽的其中一環。要將有關過程視作阴谋，那麼其必须要在有意識的情況下進行。比如，某個延續已久且帶歧視成分的社會制度雖可能是不道德的，但若然這種制度的延續並非佔優者有意為之，那麽就不可視作阴谋。
若參與者有意實施陰謀，那麼即使他們沒公佈當中計劃的任何細節也好，亦可把之視作陰謀。中情局的隐蔽行动在本質上很難得到明確的證明。不過，有關研究和前僱員的說法都表明，它曾數度嘗試影響某些事件。美國在1947年至1989年间曾嘗試推翻其他国家的政府（總次數72次）。在冷战期间，美國為了使自身支持的政府上台，而進行了多次隐蔽行动。當中有26次成功，40次失敗。
陰謀論是指認為陰謀在政治事件中起了決定性作用的信念。理論家們極力反對此一信念。政治科學家米高·巴爾昆表示，陰謀論建基於「宇宙是經過設計」的想法，并体现了三項原则——没有什么是偶然的、一切都不如表面所示的般、一切都有關聯。陰謀論還有一個共通點：陰謀論者會把一切反對證據視為支持其想法的證據。正如巴尔昆所写的般，這令其成為了欠缺可证伪性的「信念，本身並不能夠證明或反駁」。